# Segertoner
Segertoner är den svenska pingströrelsens sångbok, som utgavs första gången 1912 som "Segersånger", och från 1914 som "Segertoner". Upplagan från år 1988 har de 325 första ekumeniska texterna gemensamt med de psalmböcker som används i de flesta övriga svenska kyrkliga samfund.

## Utgåvor
- Segersånger (1912)
- Segertoner (1914), första upplagan med 61 sånger
- Segertoner (1916), tredje upplagan utökad till 69 sånger
- Segertoner (1916), del 2 (nr 70–189)
- Segertoner (1922), 337 sånger
  - Söndagsskolans Segertoner (1928)
- Segertoner (1930), 452 sånger, redigerad av Lewi Pethrus; "Omarbetad och tillökad upplaga"
  - Tillägg till Segertoner 1–10, 199 sånger utgivna i 10 häften 1945–1946.
  - Sånger för Väckelsemöten, ett särtryck ur Segertoner 1930 med 140 psalmer
  - Söndagsskolans Segertoner (1956)
- Segertoner (1960), i stort samma nummerordning men 604 sånger
  - Söndagsskolans Segertoner (1969)
  - Levande sång (1984), tillägg till Segertoner med psalm nr. 605–674
- Segertoner (1988)
  - Psalm 1–325
  - Psalm 326–695

### Fotnoter
1. ↑  ”Segertoner”. Nationalencyklopedin. http://www.ne.se/uppslagsverk/encyklopedi/l%C3%A5ng/segertoner. Läst 10 mars 2025.
2. ↑  Lagerman, Maria (23 januari 2009). ”Sångbokshistoria – avskrift av Ruben Söderlunds presentation författad cirka 1989”. Gammelbo. Arkiverad från originalet den 12 augusti 2022. https://web.archive.org/web/20220812141831/http://www.gammelbo.se/Psalm/Ruben.htm. Läst 10 mars 2025.